# 縱帶長鱸
縱帶長鱸，又稱縱帶鱠、寬帶長鱸，俗名為鱸仔、變身苦，為輻鰭魚綱鱸形目鱸亞目鮨科的其中一個種。

## 分布
本魚分布於西北太平洋區，包括日本、韓國及台灣海域。

## 深度
水深10至90公尺。

## 特徵
本魚與日本長鱸形態大致相同，唯體色黃紅色，體側中央有一深褐色寬橫帶、尾鰭黃色等特徵不同。頭背部斜直；眶間區平坦或略凹陷。吻較長而略突出。上頜骨末端延伸至眼中部之下方；上下頜具齒。前鰓蓋骨下緣無前向棘。體被細小櫛鱗，上頜骨具鱗；側線鱗孔數47至52枚。背鰭有硬棘8枚，軟條13枚，第八棘長於第七棘；臀鰭硬棘3枚，軟條9枚；腹鰭腹位，末端不及肛門開口；胸鰭短於頭部長；尾鰭內叉形。體長可達18公分。

## 生態
棲息在獨立礁石之峭壁或斜坡處的水層中活動，常成群於離底部數公尺高處覓食，以小於或浮游動物為食物。

## 經濟利用
食用魚，體型較小，適合油炸或碳烤，味道不錯。